# توماس حيرام برستون
توماس حيرام برستون هو سياسي كندي، ولد في 22 أكتوبر 1855 في ماونت فيرنون في الولايات المتحدة، وتوفي في 7 نوفمبر 1925 في برانتفورد في كندا. حزبياً، نشط في الحزب الليبرالي في أونتاريو ‏. وقد انتخب عضو برلمان مقاطعة أونتاريو.